# Шевчук Антон Юрійович
Антон Юрійович Шевчук (8 лютого 1990, Умань) — український футболіст, півзахисник.

## Біографія
Вихованець уманського футболу. В ДЮФЛ виступав за «Іллічівець-Умань» з рідного міста. Протягом 2009 року виступав за черкаський «Ходак» в аматорському чемпіонаті та кубку України.
На початку 2010 року підписав професійний контракт з прем'єрліговою київською «Оболонню», в якій дебютував в тому ж сезоні 9 травня 2010 року в матчі чемпіонату проти донецького «Металурга», вийшовши на 82 хвилині гри замість Євгена Зарічнюка. В подальшому інколи залучався до матчів «пивоварів», але основним гравцем в клубі ніколи не був.
За «Оболонь» грав до кінця 2012 року, поки клуб не було розформовано, після чого на початку 2013 року на правах вільного агента підписав контракт з першоліговою «Полтавою». На початку 2015 року повернувся до Києва і став гравцем клубу «Оболонь-Бровар», якому допоміг вийти до першої ліги.
На початку 2018 року перебрався до тимчасово окупованого Криму, де грав за місцеві команди «Кримтеплиця», «Кизилташ», «Гвардієць», «Ялта» та «Інкомспорт».

### Збірна
2010 року зіграв один матч за збірну Україну віком до 20 років.
Протягом 2011—2012 років виступав за молодіжну збірну Україну, зігравши за цей час в 9 матчах, в яких забив 1 гол.

## Досягнення
- Фіналіст Кубка України серед аматорів: 2009